# Сетурни
Сетурни (груз. სეთურნი) — село в Грузии, в муниципалитете Душети края Мцхета-Мтианети. 

## География
Село расположено в северной части края, в 43 километрах по прямой к северо-западу от центра муниципалитета Душети. Высота центра — 1870 метров над уровнем моря.

## Население
По данным переписи населения 2014 года, в селе проживало 55 человек.
| Год  | Население | Мужчины | Женщины |
| ---- | --------- | ------- | ------- |
| 1926 | 160       | 70      | 90      |
| 2002 | 80        | 37      | 43      |
| 2014 | 55        | 27      | 28      |